# دي - لينك
دي - لينك شركة تأسست في عام 1986 في تايبيه عاصمة تايوان تحت اسم شركة (.Datex Systems Inc). كانت مؤسسة دي - لينك في الأصل أحد مقدمي محولات الشبكة، ومنذ ذلك الوقت تطورت وأصبحت متخصصة في تصميم وتطوير وتصنيع حلول للربط الشبكي للعموم أو للشركات. وفي عام 2007، أصبحت دي - لينك تحتل الرقم واحد عالميا في مجال توفير حلول الربط الشبكي للمؤسسات الصغيرة والمتوسطة الحجم (المشاريع الصغيرة والمتوسطة الحجم) بنسبة 21.9 ٪ من السوق في مارس 2008، أصبحت من الشركات العالمية الرائدة في السوق بالنسبة لمنتجات الواي فاي، ومثل 33 ٪ من السوق العالمية وفي نفس السنة، تقدمت الشركة بدخولها في «تكنولوجيا المعلومات 100»، وهو ترتيب لأحسن الشركات الإعلامية في العالم. وقيل أيضا أنها تحتل المرتبة التاسعة وتعتبر من أفضل الشركات العالمية من حيث العائد على الأسهم من قبل جريدة بيزنيس ويك ولدي - لينك 127 مكتب مبيعات عبر 64 بلد و10 مراكز توزيع تخدم 100 بلد في جميع أنحاء العالم. تقوم بإنشاء شبكة نموذج المبيعات غير مباشرة من خلال موزعيها وتجار التجزئة وموزعو القيمة المضافة من مقدمي خدمات الاتصالات السلكية واللاسلكية.

## التاريخ
المؤسسة التي كانت تلقب بـ (.Datex Systems Inc)، اتخذت من دي - لينك اسما لها منذ سنة 1995 عندما عادت للبورصة وأصبحت المؤسسة رقم واحد لتوفير حلول الربط الشبكي على سوق بورصة تايوان، لهذه الشركة حضور في كل من سوقي (TSEC) و(NSE)، سبعة أشخاص هم الذين يقفون وراء إنشائها، بمن فيها كين كاو، الرئيس السابق للشركة، ويعتبر توني تساو بي دي جي (PDG) منذ 21 يونيو 2008.

## نطاق المنتوجات
ترتكز منتجات دي - لينك على السوق من خلال اهتمامها بالشبكة والاتصالات. نطاق الشركة له حضور في الشركات في اختصاص الاتصالات ويشمل الأمن والربط دون كوابل. أما في نطاق العامة فإنه يشمل الحلول اللاسلكية، والتدفق العالي والمنتجات الرقمية بما فيها (قارؤوا الملتميديا، ومنتجات التخزين والمراقبة).
يعتبر تقدم منتجات الربط الشبكي لتسويق إيثرنت أخضر (Green Ethernet) المرة الأولى في الشركة. دي - لينك أول من طبق تكنولوجيا توفير الطاقة الذكية والمفاتيح غير مدارة قبل توسيع نطاق الموجهات اللاسلكية.

## انظر أيضّاً
- زيكسل

## وصلات خارجية
- الموقع الرسمي